# Kanton Angers-Nord
Angers-Nord is een voormalig kanton van het Franse departement Maine-et-Loire. Het kanton maakte deel uit van het arrondissement Angers. Het werd opgeheven bij decreet van 26 februari 2014 met uitwerking op 22 maart 2015.

## Gemeenten
Het kanton Angers-Nord omvatte de volgende gemeenten:
- Angers (deels, hoofdplaats)
- Cantenay-Épinard
- La Meignanne
- La Membrolle-sur-Longuenée
- Le Plessis-Macé
- Montreuil-Juigné
- Saint-Lambert-la-Potherie